# شراکوویتسه (استان سیلسیان)
شراکوویتسه (به لهستانی:  Sierakowice) یک روستا در لهستان است که در گمینا سوشنگتسوویتسه واقع شده‌است. شراکوویتسه ۱٬۱۵۷ نفر جمعیت دارد.